# Sersalisia
Sersalisia is een geslacht uit de familie Sapotaceae. De soorten komen voor van Maleisië tot in Noord-Australië.

## Soorten
- Sersalisia luzoniensis (Merr.) Swenson
- Sersalisia obpyriformis (F.M.Bailey) Domin
- Sersalisia sericea (Aiton) R.Br.
- Sersalisia sessiliflora (C.T.White) Aubrév.
- Sersalisia unmackiana (F.M.Bailey) Domin